# Maria Sjuvalova
Maria Jegorovna Sjuvalova (ryska: Мавра Егоровна Шувалова), född Sjepeleva (Шепелева) 1708, död 1759, var en rysk adelsdam, hovdam och gunstling till tsarinnan Elisabet av Ryssland.  Hon utövade ett brett inflytande under Elisabets regeringstid. Gift 1742 med grundaren av Izjevsk, fältmarskalken, greven Peter Ivanovitj Sjuvalov. De fick två barn varav det ena; Nikolai föddes 1742 och dog 1754 och det andra; Andrei, föddes den 23 juni 1743 och dog den 24 april 1789.
Maria Sjuvalova tillhörde en bojarfamilj med hög status och blev år 1719 hovdam åt Anna Petrovna av Ryssland. Hon blev också en personlig vän till Annas syster, Elisabet av Ryssland. 1727 följde hon Anna till Holstein, men upprätthöll en brevväxling med Elisabet. När Elisabet år 1741 blev tsarinna blev Sjuvalova (läs: Sjepeleva) hennes hovdam och året därpå bortgift av denna med Sjuvalov, vilket var ett äktenskap med hög status. 
Sjuvalova beskrivs som kvick och gladlynt, och hennes charm och humor gjorde henne populär hos Elisabet och gav henne inflytande på regeringen. Relationen till maken var ingen kärleksrelation. Enligt diplomatiska rapporter hade hon många andra kärlekspartners, men makarna hade samma höga maktambitioner och hade ett effektivt samarbete i sin önskan att påverka politiken. Enligt samtida uppfattning var Sjuvalova mycket charmerande mot personer med makt, men mycket arrogant och nedlåtande mot de som saknade den. Hon använde sitt inflytande både till att främja karriären för utvalda skyddslingar och även till att hämnas på personer hon ogillade.